# Gagame Feni
Gagame Feni (21 agosto 1992) è un calciatore salomonese, attaccante del Suva e della Nazionale salomonese.

## Carriera

### Club
Ha giocato nel campionato neozelandese, salomonese e papuano.

### Nazionale
Ha esordito con la nazionale salomonese nel 2012; nel 2016 ha partecipato alla Coppa d'Oceania.

## Statistiche

### Cronologia presenze e reti in nazionale
| Cronologia completa delle presenze e delle reti in nazionale ― Isole Salomone | Cronologia completa delle presenze e delle reti in nazionale ― Isole Salomone | Cronologia completa delle presenze e delle reti in nazionale ― Isole Salomone | Cronologia completa delle presenze e delle reti in nazionale ― Isole Salomone | Cronologia completa delle presenze e delle reti in nazionale ― Isole Salomone | Cronologia completa delle presenze e delle reti in nazionale ― Isole Salomone | Cronologia completa delle presenze e delle reti in nazionale ― Isole Salomone | Cronologia completa delle presenze e delle reti in nazionale ― Isole Salomone |
| Data                                                                          | Città                                                                         | In casa                                                                       | Risultato                                                                     | Ospiti                                                                        | Competizione                                                                  | Reti                                                                          | Note                                                                          |
| ----------------------------------------------------------------------------- | ----------------------------------------------------------------------------- | ----------------------------------------------------------------------------- | ----------------------------------------------------------------------------- | ----------------------------------------------------------------------------- | ----------------------------------------------------------------------------- | ----------------------------------------------------------------------------- | ----------------------------------------------------------------------------- |
| 14-6-2023                                                                     | Kuala Terengganu                                                              | Malaysia                                                                      | 4 – 1                                                                         | Isole Salomone                                                                | Amichevole                                                                    | -                                                                             | 68’                                                                           |
| Totale                                                                        |                                                                               | Presenze                                                                      | 1                                                                             |                                                                               | Reti                                                                          | 0                                                                             |                                                                               |

## Palmarès

### Club
- Campionato neozelandese: 1

Waitakere United: 2011-2012
- Campionato salomonese: 5

Salomon Warriors: 2012, 2013-2014, 2017-2018, 2018
Western United: 2014-2015